# Perrig Quéméneur
Pour les articles homonymes, voir Quéméneur.

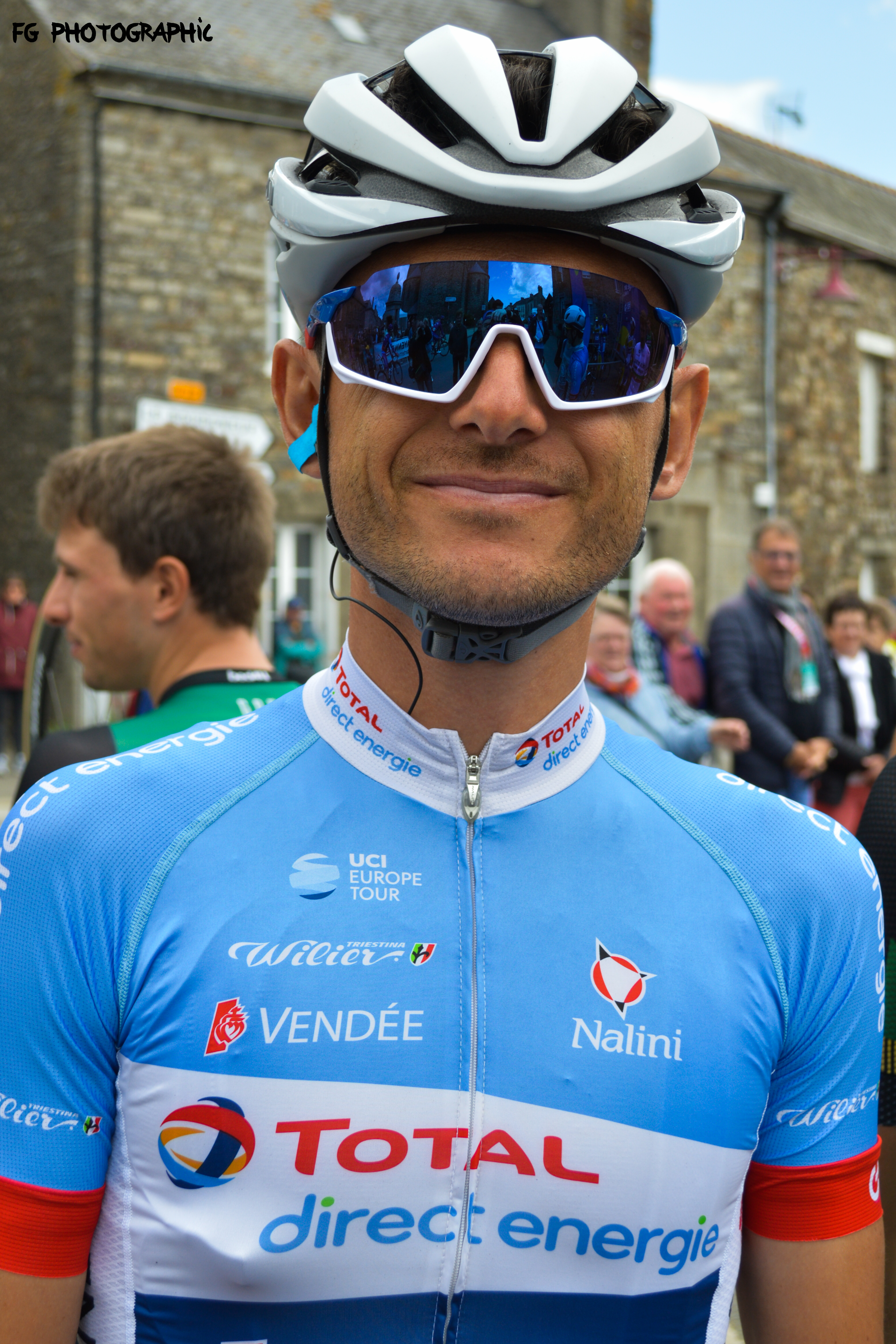
Pierrig Quéméneur, en juin 2019

Perrig Quéméneur, né le 26 avril 1984 à Landerneau, est un coureur cycliste français, professionnel au sein de la même équipe entre 2008 et 2019.

## Biographie

### Débuts cyclistes et carrière chez les amateurs
Perrig Quéméneur commence le cyclisme en 1997 au Vélo Sport Lesneven sur les conseils de son père (Yves) et de son frère (Yann). Dès l'année suivante il devient champion du Finistère et de Bretagne. Il reste fidèle à ce club jusqu'en 2000 où à la suite d'un beau championnat de France, Jean-René Bernaudeau lui propose une place dans sa nouvelle structure junior au sein du groupe Vendée U-Pays de la Loire. 

### Carrière professionnelle
Il passe professionnel en 2008 au sein de l'équipe Bouygues Telecom après avoir été chef de file plusieurs saisons de l'équipe amateur Vendée U. Il termine huitième du Tro Bro Leon 2010 et participe cette année-là à son premier grand tour, le Tour d'Espagne.
En 2011, il se classe 4e du Tour d'Afrique du Sud et 5e du Rhône-Alpes Isère Tour. Il est sélectionné par son équipe pour participer à son premier Tour de France. Il est le premier attaquant de la course et reçoit le prix de la combativité de cette première étape.
Perrig Quéméneur participe de nouveau au Tour de France en 2014 et 2015 il joue un rôle d'équipier pour les différents leaders de la formation Europcar (Thomas Voeckler, Pierre Rolland et Bryan Coquard). Il termine ces deux grandes boucles à la 83e en 2014 et à la 74e l'année suivante.
Il n'est pas retenu par ses directeurs sportifs pour le Tour de France 2016 mais prend part pour la seconde fois au Tour d'Espagne au deuxième semestre. Il est 74e du classement général lors de l'arrivée à Madrid.
En 2017 il participe pour la quatrième fois de sa carrière au Tour de France et se classe cent-sixième de l'épreuve. 
Le 5 juillet 2019, il officialise sa retraite sportive, programmée juste après la Bretagne Classic.

## Palmarès
- 2003
  - 3e du championnat des Pays de la Loire
- 2004
  - La Suisse Vendéenne
  - Classement général du Loire-Atlantique Espoirs
- 2006
  - 2e du Circuit de la vallée de la Loire
  - 3e du Tour du Haut-Anjou
- 2007
  - Grand Prix de la ville de Buxerolles

## Résultats sur les grands tours

### Tour de France
4 participations
- 2011 : 151e
- 2014 : 83e
- 2015 : 74e
- 2017 : 106e

### Tour d'Italie
1 participation
- 2014 : 80e

### Tour d'Espagne
2 participations
- 2010 : 100e
- 2016 : 74e

## Classements mondiaux
| Année           | 2005  | 2006 | 2007 | 2008 | 2009 | 2010 | 2011 | 2012 | 2013 | 2014 | 2015 |
| --------------- | ----- | ---- | ---- | ---- | ---- | ---- | ---- | ---- | ---- | ---- | ---- |
| UCI Africa Tour |       |      |      |      |      |      | 96e  |      |      |      |      |
| UCI Asia Tour   |       |      |      |      |      |      | 170e |      |      |      |      |
| UCI Europe Tour | 1282e |      | 607e |      |      | 13e  | 428e | nc   | nc   |      | nc   |
| UCI World Tour  |       |      |      |      |      |      |      |      |      | nc   |      |